# Olsen-banden over alle bjerge
Olsen-banden over alle bjerge er en dansk film fra 1981. Det var ment som den sidste film i rækken om Olsen-banden, men blev i 1998 efterfulgt af Olsen-bandens sidste stik.
Dette er sidste filmoptræden for skuespiller Poul Reichhardt, som har en mindre rolle. Det blev ligeledes sidste gang, man kunne opleve Kirsten Walther i en spillefilm.
- Manuskript Erik Balling og Henning Bahs.
- Instruktion Erik Balling.

## Handling
Efter med nød og næppe at være undsluppet syre-tanken på Amager Syrefabrik har Egon en plan der nok engang skal bringe banden i besidelse af den røde kuffert med kontrakten til Bang-Johansens illegale våbenhandel. Alle tanker om millioner er glemt, nu gælder det verdensfreden og den højere sags tjeneste. Efter underdirektør Hallandsens stress-sammenbrud agter Bang-Johansen personligt at bringe kufferten til Paris, hvor våbenhandlen skal finde sted. Før det opholder han sig en nat på Radisson SAS Scandinavia Hotel på Amager.
Et forsøg fra Olsen-bandens side på at stjæle kufferten fra Bang-Johansens bil på vej til Amager, slår fejl, ligesom et tyveri på hotellet, hvor Yvonne for første og eneste gang deltager i Olsen-bandens kup og hvor Egon optræder som rengøringsdame "Egone".
Olsen-bandens sidste chance er herefter at følge efter Bang-Johansen til Paris. De stiger ind i en lastbil fra bryggeriet Carlsberg, som dagligt leverer til Paris. Efter ankomsten begynder de at lede efter Bang-Johansen, som dagen før våbenhandlen besøger venner og bekendte i Paris, og imens kommer til at efterlade kufferten ubevogtet på balkonen. Denne chance vil Egon udnytte, idet han hænger sig i et vaskelagen som hænger på en tørresnor over baggården og dermed kan trække sig over til balkonen ligesom en tovbane. Til dette formål søger Egon en ekstra medhjælper, og finder den prostituerede Suzanne. Sammen lejer de sig ind på et hotel, som ligger overfor den lejlighed Bang-Johansen opholder sig i. Hvor Kjeld holder vagt foran døren, beder Egon Suzanne og Benny om at trække ham over i en ophængt skjorte. Planen lykkedes dog ikke, idet der er problemer med at forstå det lokale sprog: Bennys danske anvisning "nu" tolker Suzanne som et fransk "nu" (nøgen) og står så pludselig nøgen foran Benny. Denne glemmer øjeblikkeligt Egon og bukker under for sine mandlige drifter.
Efter denne ulykke er Olsen-bandens stemning spændt til det yderste. Deres allersidste chance for at komme i besiddelse af kufferten og dermed standse våbenhandlen var at indfinde sig på den verdensberømte restaurant Maxim's. Til dette formål tilbereder Olsen-banden en typisk dansk sovs, som skal erstatte husets sovs. Da de ikke-danske gæster ikke kunne lide den danske sovs, udviklede det sig til et stort kaos som Olsen-banden kunne udnytte til at stjæle kufferten.
Efter hjemkomsten til København agter Egon at aflevere kufferten til myndighederne og måske få en findeløn på 10%. Bang-Johansen er dog via sine politiske forbindelser kommet ham i forkøbet og får Egon arresteret for at have stjålet en rød kuffert med henblik på selv at gennemføre våbenhandlen. Tilbage i Vridsløse ender Egon nu på den psykiatriske afdeling som den nye inspektør havde stillet ham i udsigt under det sidste ophold. Benny finder dog i bagagerummet på sin bil Hallandsens trench coat som banden havde snuppet fra ham og erstattet med med en identisk i lufthavnen. Det viser sig at Hallandsen havde flyttet de fem millioner i sorte kontanter som banden oprindelig var ude efter, fra den røde kuffert til lommerne i frakken. Med disse kunne Kjeld og Yvonne finansiere deres sølvbryllup, som fejres i slutningen af filmen.

## Medvirkende
- Ove Sprogøe – Egon Olsen
- Morten Grunwald – Benny Frandsen
- Poul Bundgaard – Kjeld Jensen
- Kirsten Walther – Yvonne Jensen
- Axel Strøbye – Kriminalassistent Jensen
- Ole Ernst – Politiassistent Holm
- Bjørn Watt Boolsen – Bang Johansen
- Holger Juul Hansen – Hallandsen
- Ove Verner Hansen – Bøffen
- Poul Reichhardt – Havnevagt
- Dick Kaysø – Kranfører
- Claus Ryskjær – Bodyguard leder
- Søren Steen – Bodyguard
- Kai Løvring – Rengøringsdirektør (liderlig buk)
- Holger Perfort – Lagerchef hos Carlsberg
- Bertel Lauring – Medarbejder hos Carlsberg
- Bendt Rothe – Overtjener på Maxim's
- Paul Hagen – Kok på Maxim's
- Edward Fleming – Bodyguard
- Martin Miehe-Renard – Tjener på Maxim's
- Claus Nissen – Bodyguard
- Poul Thomsen – Medarbejder på byværket
- Gyda Hansen – Rengøringsdame

## Om filmen
En del af filmen foregår på Radisson SAS Scandinavia Hotel i København, hvor Bang-Johansen er indlogeret sammen med den røde kuffert, som banden forsøger at få fat i. I modsætning til en del andre lokaliteter i filmene bliver hotellet brugt som det, det er. Det er på hotellet, at Yvonne  - første og eneste gang - har en aktiv rolle i et kup.
Senere i filmen rejser banden til Paris, hvor Bang-Johansen spiser på den berømte restaurant, Maxim’s. Erik Balling havde tænkt sig at filme på taget af den rigtige Maxim's, men dette viste sig dog at være uegnet til filmoptagelser, hvorfor man i stedet benyttede nabobygningen som husede en arabisk bank.
I løbet af filmen bliver der brugt flere forskellige køretøjer, heriblandt Bennys Chevrolet Bel Air 1959 der også optræder i en række af de andre film. Da Egon flygter fra hotellet bliver han dog lidt uvant nødt til at tage bussen. Endelig gemmer banden sig i en Carlsberg-lastbil for at komme til Paris, hvor Bang-Johansen er taget hen med den røde kuffert.

## Bemærkninger
- I filmen er Carlsberg og Tuborg præsenteret som konkurrenter. I virkeligheden har Tuborg siden 1970 hørt til Carlsberg-koncernen.[3]
- Det offentlige pissoir, som Olsen-banden benyttede straks efter deres ankomst til Paris, var blevet opsat på Place Gustave Toudouze udelukkende til brug i filmen og igen pillet ned, straks optagelserne var afsluttet.[4]
- Dette var Kirsten Walthers sidste film. Efter denne film spillede hun på teater i nogle år, trak sig tilbage til privatlivet og døde i 1987, kun 53 år gammel.
- Også for Poul Reichhardt, som spillede en mindre rolle som havnevagtmand, var dette den sidste optræden på film. Han døde i 1985.
- Bertel Lauring havde også i denne film sin sidste spillefilmrolle som bryggerimedarbejder, inden han døde i 2000.[5]
- Efter forsøget på at stjæle kufferten, som følge af at Benny havde sex med Suzanne i stedet for at hjælpe Egon, kom der en scene som spilles under en bro. Her skælder Egon Benny og Kjeld ud og nævner samtidig lokationerne fra alle filmene: Valby, Mallorca, Jylland og Paris.
- I Norge blev denne film i 1982 genindspillet sammen med sin forgænger, Olsen-bandens flugt over plankeværket, til den 12. film Olsenbandens aller siste kupp. Som en 13. film udkom i 1984 filmen ...men Olsenbanden var ikke død!, dog uden dansk forbillede.

## Eksterne Henvisninger
- Olsen-banden over alle bjerge på Internet Movie Database (engelsk)
- Olsen-banden over alle bjerge på Filmdatabasen
- Olsen-banden over alle bjerge på danskefilm.dk
- Olsen-banden over alle bjerge på danskfilmogtv.dk
- Olsen-banden over alle bjerge på Scope
- Olsen-banden over alle bjerge i Svensk Filmdatabas (svensk)
- Olsen-banden over alle bjerge på MovieMeter (nederlandsk)
- Olsen-banden over alle bjerge på AllMovie (engelsk)
- Olsen-banden over alle bjerge hos British Film Institute (engelsk)
- Olsen-banden over alle bjerge på The Movie Database (engelsk)
- Olsen-Banden-lokationer